# Manse (tenure)
Pour les articles homonymes, voir manse.

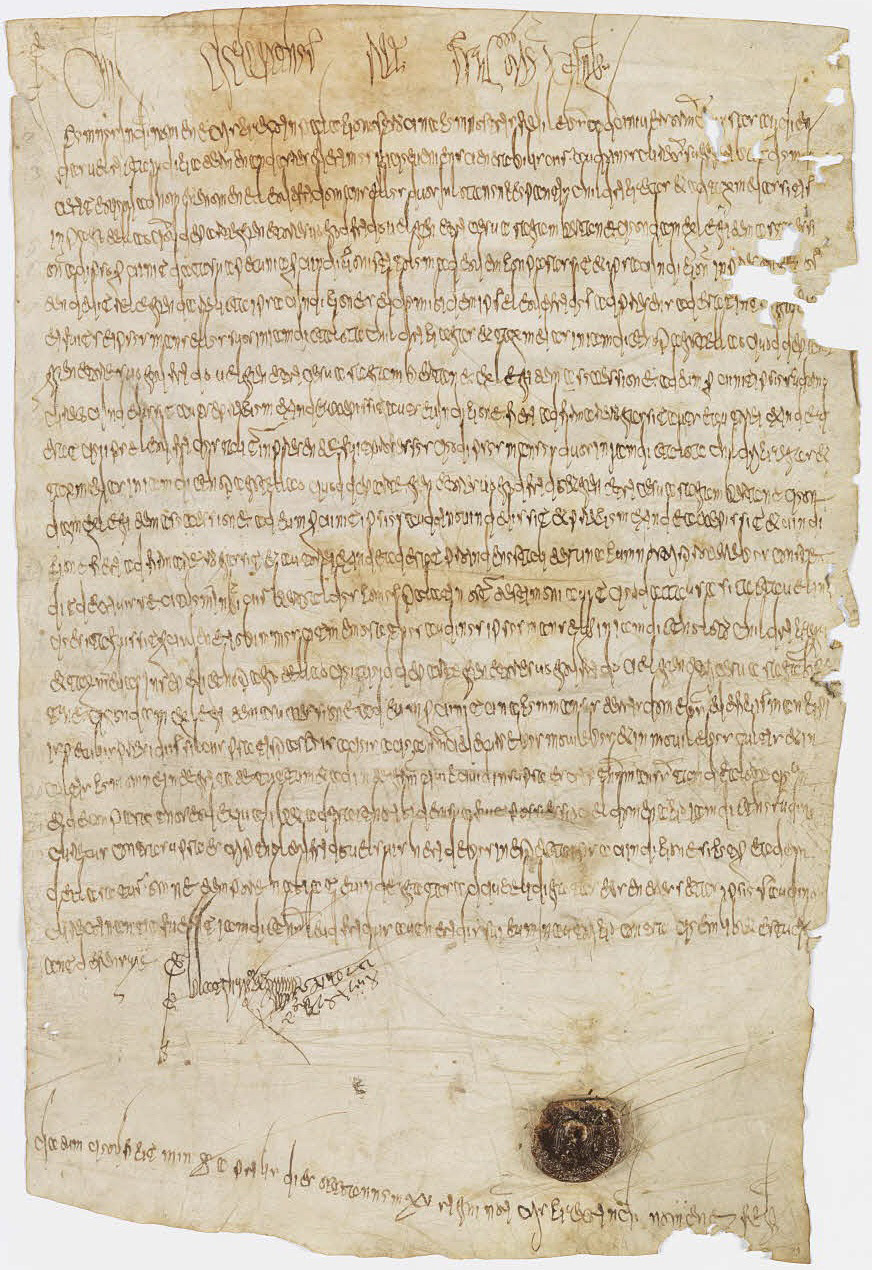
Le roi Childebert IV ordonne que Leudefridus cède au clerc Audoinus deux manses situés dans le pagus Tellaus. Crécy-en-Ponthieu, 8 avril 709.

Un ou une manse est à l'origine une tenure correspondant à une parcelle agricole suffisamment importante pour nourrir une famille. À l'époque mérovingienne il est désigné comme une terre cultivée par un affranchi.
Il est l'unité de base de la villa, qui peut être composée d'une ou plusieurs manses. La villa ne possède pas la terre détenue par les manses et peut être vendue, donnée, etc., sans que le/s propriétaire/s des manses en soient affectés.
À l'époque carolingienne, le manse est parfois caractérisé par la condition de celui qui le tient, on parle alors des manses ingénuiles (propriétaire libre), des manses lidiles (lite, colon) ou serviles (serf).
Si sa superficie est assez précise dès l'époque carolingienne, cette unité recouvre des superficies très différentes selon les régions. Elle sert essentiellement à la fiscalité. Souvent regroupés en colonicae ou collonges, les manses étaient occupés par des rustici ou coloni (paysans ou colons) qui devaient au seigneur une partie de leur récolte ou un service. Le manse est utilisé, pour la France, au Moyen Âge et à l'époque moderne.
Sur les manses vivaient des familles libres, affranchies, chassées ou asservies. Chaque manse comprenait généralement une maisonnette, un curtil (jardin enclos), des terres arables, des droits d’usage sur les pâtures et les bois. Les manses passaient de père en fils. Serfs ou libres, les paysans étaient tenus par les redevances et les droits dus au seigneur, les durées de travail fixées par les corvées.
Le chef-manse ou cap-manse est le centre d'un domaine dont dépendent plusieurs manses.
Dans le Sud de la France, manse est devenu mas, désignant une ferme, une habitation rurale isolée, mais aussi par extension un quartier rural. 
Ensuite, la manse est devenue une cote fiscale, un outil de comptabilité fiscale que devait un exploitant à son maître.
Les historiens au XXe siècle ont cherché à voir dans la manse un concept juridique cohérent, mais les sources reflètent un usage de ce terme qui est grandement dépendant du contexte des relations de pouvoirs nouées dans chaque contexte particulier.